# 지비에츠

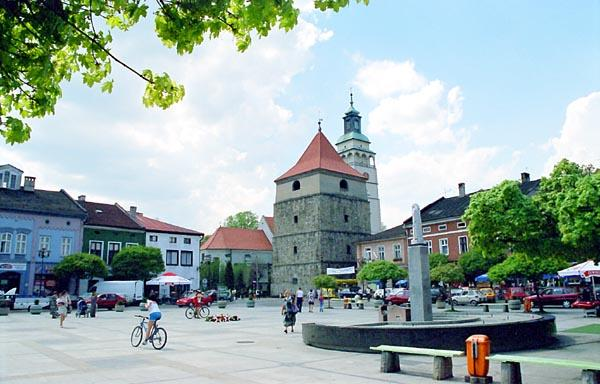
지비에츠

지비에츠(폴란드어: Żywiec)는 폴란드 중남부 실롱스크주에 위치한 도시로 면적은 50.57km2, 최고 높이는 400m, 인구는 32,078명(2006년 기준), 인구 밀도는 630명/km2이다.

시 문장

## 자매 도시
- 독일 운터하힝
- 슬로바키아 차트차
- 슬로바키아 립토우스키미쿨라시
- 슬로바키아 돌니쿠빈
- 헝가리 괴될뢰